# Herochroma baibarana
Herochroma baibarana  (лат.) — вид бабочек семейства пяденицы (Geometridae).
Данный вид встречается в Китае, на Тайване, Шри-Ланке, в северо-восточной части Гималаев, на Малаккском полуострове, Суматре и Борнео.